# 山口博教
山口 博教（やまぐち ひろのり、1950年2月12日－ ）は、日本の経済学者。経済学博士（立教大学）。専門は、ドイツにおける企業論・ドイツの信用制度を研究。北星学園大学経済学部教授。

## 来歴
東京都新宿区出身。1962年札幌市立幌西小学校卒業。1965年札幌市立啓明中学校卒業。1968年北海道札幌旭丘高等学校卒業。1974年北海道大学経済学部卒業。1980年北海道大学大学院文学研究科博士課程単位取得満期退学。同年、北海道大学経済学部助手。
1981年北星学園大学経済学部講師。1984年同経済学部助教授。1991年同経済学部教授。2001年北星学園大学大学院経済学研究科教授。2015年同嘱託教授。
この他、ドイツ・ベルリン自由大学、ニュンベルク大学の客員教授、中国・大連外国語学院交流教授を務めた。

## 著書
- 『西ドイツの巨大企業と銀行：ユニバーサル・バンク・システム』（文真堂、1988年）
- 『ドイツ証券市場史 : 取引所の地域特性と統合過程』（北海道大学出版会、2006年）

## 注
1. ↑  『北海道人物・人材情報リスト 2004 なーわ』（日外アソシエーツ、2004年）ｐ２１６５
2. ↑  以上につき『学士随想：ドイツ経営経済学と歩んだ私の人生（２２世紀アート）』
3. ↑  以上につき著者紹介
4. ↑  以上につきマイポータル

| スタブアイコン | サブスタブ | この項目は、まだ閲覧者の調べものの参照としては役立たない、人物に関連した書きかけの項目です。この項目を加筆・訂正などしてくださる協力者を求めています（P:人物伝/PJ:人物伝）。 |